# Chapelle Saint-Sébastien de Nendaz
La chapelle Saint-Sébastien est un lieu de culte catholique romain dédié à Saint Sébastien, situé dans la commune de Nendaz, dans le canton du Valais, en Suisse.

## Localisation
La chapelle s'élève au bord de la route menant de Basse-Nendaz à Fey, sur le sommet d'une falaise dominant la vallée du Rhône. Elle est visible depuis Martigny jusqu'à Loèche.

## Histoire

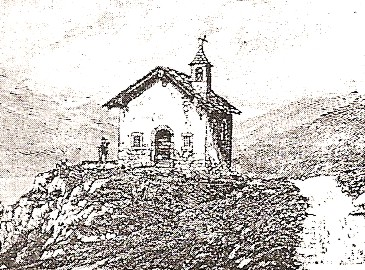
Ancienne gravure de la chapelle datant de 1897.

L'année exacte de sa construction reste inconnue, mais elle serait datée du XVIe siècle. Le plus ancien document la concernant remonte au 8 mars 1555 ; il s'agit d'un acte rédigé à Nendaz par le notaire Genterati, demandant une restauration de l'édifice (ce qui suggère qu'elle était déjà antérieure à cette date). De plus, étant donné que Saint Sébastien était invoqué contre la peste, il est possible que la peste de 1508 ait été l'occasion de la construction de la chapelle. Il est également possible que, bâtie près de l’endroit où étaient exécutés les condamnés à mort, la chapelle ait été érigée dans l'intention de prier pour le repos de leur âme.
L'édifice a été restauré à plusieurs reprises, notamment en 1782 et en 1872.
En 1858, Charles-Frédéric Brun, dit Le Déserteur, restaura l'antependium de l'autel, de style baroque, et peignit Saint Sébastien sous le triptyque.
Entre 1968 et 1975, le groupement des chasseurs de Nendaz, Veysonnaz et Salins remplaça les vitraux cassés, rénovant la toiture et les façades. En 1988, ils aménagèrent également le site autour de la chapelle. Depuis, chaque 20 janvier, le groupement des chasseurs anime la messe de la Saint-Sébastien, patron des archers.
En 2023, les chasseurs de la Diana Nendaz-Veysonnaz entreprirent des travaux de rénovation de la chapelle.